# Presídio José Antônio Garrote
O Presídio José Antônio Garrote, popularmente conhecido como Sarandiru, é uma penitenciária de segurança máxima localizada no distrito de Sarandi, município de Itumbiara, Goiás.

## A unidade

### INAUGURAÇÃO
O Presídio Regional de Itumbiara começou a ser construído em 2002 e passou por diversas paralisações. A obra foi inaugurada no dia 27 de junho de 2009. As obras foram realizadas com recursos do Governo Estadual, R$2.2 milhões, e Federal, R$2.5 milhões, por meio do Departamento Penitenciário Nacional (Depen). Atualmente, o valor estimado da obra é de, no mínimo, 12 milhões de reais.

### DEPENDÊNCIAS
O presídio faz parte da 4ª Regional Sudeste da Agência Goiana do Sistema de Execução Penal (Agsep). O prédio tem capacidade para abrigar 252 presos no total, em dois blocos (com duas alas cada), construídas sobre pilastras.  O presídio ocupa uma área total de 387 mil m², sendo 382 mil m² de área cultivável, oito hectares de preservação ambiental e 4,8 mil m² de área construída.
O espaço conta com quatro celas com cozinha, lavanderia, banheiro e duas áreas de convivência. No local, também foi inaugurado o Complexo de Saúde com salas multifuncionais para atendimentos de enfermagem, médico, psicológico, social e odontológico. O objetivo é realizar atendimento médico dentro da própria unidade.
A unidade prisional também serve ao cumprimento das penas de condenados em regime fechado dos municípios de Panamá, Goiatuba, Buriti Alegre, Cachoeira Dourada e Bom Jesus.

### NOME
José Antônio da Silva Garrote, popularmente conhecido como Zé Garrote, nasceu na zona rural de Itumbiara e foi um dos pioneiros no distrito de Sarandi.  Se destacou como grande empreendedor, sendo um dos maiores agropecuaristas da região, produzindo diversas culturas e criando gado de corte.